# Kecamatan Tulang Bawang Udik
Kecamatan Tulang Bawang Udik (indonesiska: Tulang Bawang Udik) är ett distrikt i Indonesien.   Det ligger i provinsen Lampung, i den västra delen av landet, 270 km nordväst om huvudstaden Jakarta.